# Myosotis albiflora
Myosotis albiflora là loài thực vật có hoa trong họ Mồ hôi. Loài này được Banks & Sol. ex Hook. f. mô tả khoa học đầu tiên.